# انقلاب بوركينا فاسو يناير 2022
بدأ انقلاب بوركينا فاسو في 23 يناير 2022، عندما اندلع إطلاق نار أمام المقر الرئاسي في العاصمة واغادوغو والعديد من الثكنات العسكرية حول المدينة. وبحسب ما ورد فقد استولى الجنود المتمردون على القاعدة العسكرية في العاصمة. لكن الحكومة نفت أن يكون هناك انقلاب في البلاد. وبعد عدة ساعات، ورد أن الرئيس المخلوع روش مارك كريستيان كابوري قد جرى اعتقاله من قِبل الجنود المتمردين في المعسكر العسكري بالعاصمة. في 24 يناير، أعلن الجيش على شاشة التلفزيون أن كابوري قد عُزل من الرئاسة. وبعد الإعلان أعلن الجيش حل البرلمان والحكومة ووقف الدستور.
وحث بيان من حساب روش مارك كريستيان كابوري على تويتر على الحوار ودعا الجنود المتمردين إلى إلقاء السلاح لكنه لم يتطرق إلى ما إذا كان محتجزًا أم لا. من ناحية أخرى، ورد أن جنود متمردين حاصروا محطة الأنباء الحكومية RTB. وذكرت وكالة فرانس برس أن الرئيس اعتقل مع مسؤولين حكوميين آخرين. قال مسؤولان أمنيان في ثكنة سانغولي لاميزانا بالعاصمة إن «الرئيس كابوري ورئيس البرلمان والوزراء هم فعلياً في أيدي الجنود». وقال النقيب العسكري سيدسوري قادر ويدراغو إن الحركة الوطنية للحماية والاستعادة «قررت تحمل مسؤولياتها قِبل التاريخ». وقال في بيان إن الجنود أنهوا رئاسة كابوري بسبب تدهور الوضع الأمني وسط تصاعد التمرد الإسلامي وعجز الرئيس عن إدارة الأزمة. وقال أيضًا أن القادة العسكريين الجدد سيعملون على وضع جدول زمني «مقبول للجميع» لإجراء انتخابات جديدة، دون الخوض في مزيد من التفاصيل. وذكرت قناة الجزيرة أن المفاوضات جارية بالفعل بين منظمة المجموعة الاقتصادية لدول غرب أفريقيا (الإيكواس) وزعيم المجلس العسكري بول هنري سانداوغو داميبا.
في 31 يناير، أعلن المجلس العسكري إعادة العمل بالدستور، وتعين قائد الانقلاب المقدم بول هنري سانداوغو داميبا رئيسًا مؤقتًا.

## خلفية
بعد الحرب الأهلية الليبية الأولى وتدخل الناتو المتزامن في عام 2011، شهدت مالي وبوركينا فاسو المجاورة موجة من الهجمات. منذ عام 2015، تقاتل بوركينا فاسو تنظيم الدولة الإسلامية والقاعدة في بعض أنحاء البلاد. لكن بعض العسكريين اشتكوا من نقص المعدات العسكرية واللوجستية. وقد تسبب ذلك في استياء الرتب العسكرية منتقدين عدم بذل الحكومة جهوداً لمحاربة تلك الجماعات. صرح مايكل شوركين المحلل السياسي السابق لوكالة المخابرات المركزية أن الجيش «غير مجهز وغير مستعد» للمعركة.
في الانتخابات العامة لعام 2020 في بوركينا فاسو، انتُخب روش مارك كريستيان كابوري للرئاسة للمرة الثانية. واجهت حكومة كابوري احتجاجات منتظمة بسبب تعاملها مع أزمة الهجمات المسلحة المستمرة في البلاد. في ديسمبر 2021، أُزيح رئيس الوزراء كريستوف جوزيف ماري دابير من منصبه وسط أزمة أمنية متصاعدة. في 22 يناير 2022، اندلعت الاحتجاجات المناهضة للحكومة في العاصمة. وبحسب ما ورد فقد غضب المتظاهرون من عدم قدرة الحكومة على وقف الهجمات المسلحة في جميع أنحاء البلاد. طالب العديد من المتظاهرين باستقالة الرئيس كابوري.

## الانقلاب
في أغسطس 2021، خطط 100 من أفراد القوات المسلحة البوركينية للسيطرة على البلاد. قال بعض الجنود إن التخطيط كان خارج العاصمة عبر تطبيقات المراسلة مثل واتساب وتيليجرام وسيجنال. وفي وقت سابق، قال حزب الحركة الشعبية من أجل التقدم الحاكم إن كابوري ووزير في الحكومة قد تعرضا لمحاولة اغتيال فاشلة.
في 23 يناير 2022، سُمع دوي عدة أعيرة نارية بالقرب من المقر الخاص للرئيس في العاصمة. وأصيبت السيارة الرئاسية بعيار ناري. نفى وزير الدفاع باثيليمي سيمبور الشائعات حول حدوث انقلاب في البلاد وحث الناس على العودة إلى أنشطتهم الطبيعية في أعقاب إطلاق النار. لكن بعد ساعات، أفادت عدة محطات إخبارية أنه جرى اعتقال الرئيس روش مارك كريستيان كابوري. وبحسب ما ورد فقد احتُجز كابوري في ثكنة عسكرية بالعاصمة، بينما لا يزال مكان وجوده أو وضعه مجهولين. بحلول فترة ما بعد الظهر، كان الجيش قد استولى على مقر إذاعة تلفاز بوركينا الحكومية التي تديرها الدولة. وردت أنباء عن تعرض مقر حزب الحركة الشعبية من أجل التقدم الحاكم للنيران على أيدي المتظاهرين الموالين للجيش. وحث بيان من حساب روش مارك كريستيان كابوري على تويتر على الحوار ودعا الجنود المتمردين إلى إلقاء السلاح لكنه لم يتطرق إلى ما إذا كان محتجزًا أم لا. وبحسب ما ورد قاد الانقلاب الضابط العسكري بول هنري سانداوغو داميبا.
ذكرت منظمة نت بلوكس أن الوصول إلى الإنترنت قد تعطل وسط عدم الاستقرار في البلاد. من ناحية أخرى، ورد أن جنود متمردين حاصروا محطة الأنباء الحكومية RTB. وذكرت وكالة فرانس برس للأنباء أن الرئيس قد اعتُقل مع مسؤولين حكوميين آخرين. وقال أفاد من مسؤولي الأمن في الثكنات في العاصمة أن الرئيس كابوري ورئيس البرلمان ورئيس الوزراء والوزراء حاليًا في أيدي الجنود.
في نفس اليوم، أعلن الجيش على شاشة التلفزيون أن كابوري قد عُزل من منصبه. وبعد الإعلان، أعلن الجيش حل البرلمان والحكومة وتعطيل الدستور. وقال النقيب العسكري سيدسوري كبير ويدراغو إن الحركة الوطنية للحماية والاستعادة «قررت تحمل مسؤولياتها أمام التاريخ». وقال في بيان إن الجنود قد أنهوا رئاسة كابوري بسبب تدهور الوضع الأمني وسط تصاعد التمرد الإسلامي وعجز الرئيس عن إدارة الأزمة. وقال أيضا إن القادة العسكريين الجدد سيعملون على وضع جدول زمني «مقبول للجميع» لإجراء انتخابات جديدة، دون الخوض في مزيد من التفاصيل. وقال المتحدث باسم المجلس العسكري للصحفيين إن الانقلاب وقع «دون أي عنف جسدي ضد المعتقلين، المحتجزين في مكان آمن، مع احترام كرامتهم». وذكرت قناة الجزيرة أن المفاوضات جارية بالفعل بين الإيكواس وزعيم المجلس العسكري بول هنري سانداوغو داميبا.

## التبعات
بعد الانقلاب علق المجلس العسكري الجديد -الذي سمى نفسه الحركة الوطنية للحماية والاستعادة- الحكومة والبرلمان والدستور. وأغلقت الحدود الوطنية وفرض المجلس العسكري حظر تجول على مستوى البلاد بين الساعة 21:00 بتوقيت جرينتش حتى 05:00 بتوقيت جرينتش. أعلنت حكومة المجلس العسكري أنها ستعمل على تنظيم انتخابات جديدة تكون «مقبولة للجميع» دون إعطاء مزيد من التفاصيل. ذكرت قناة الجزيرة أن المفاوضات جارية بالفعل بين المجموعة الاقتصادية لدول غرب أفريقيا وزعيم المجلس العسكري بول هنري سانداوغو داميبا. أرسلت وزارة الأمن العام برسالة استقالة مكتوبة بخط اليد من كابوري والتي تم توقيعها أيضًا مع التحقق من صحتها من قبل رويترز. وجاء في الرسالة «من أجل مصلحة الأمة وبعد الأحداث التي وقعت منذ الأمس قررت الاستقالة من دوري كرئيس لبوركينا فاسو». تجمع حشد كبير في الساحة الوطنية بالعاصمة واغادوغو واحتفلوا بالانقلاب وعزفوا الموسيقى والغناء ونفخوا الأبواق ورقصوا.
في 31 يناير، أعلن المجلس العسكري إعادة العمل بالدستور وتعين قائد الانقلاب المقدم بول هنري سانوغو داميبا رئيسًا مؤقتًا.

## ردود الفعل

### محليًا
شوهد عدد من سكان العاصمة يُظهرون دعمهم للانقلاب. ووردت أنباء عن نزول بعض المواطنين إلى الشارع وإحراق الإطارات للتضامن مع الجنود. بعض مجموعات الشباب قد اقتحمت مقر RTB لإظهار دعمهم للمجلس العسكري.
ونددت الحركة الشعبية من أجل التقدم الحاكمة بالانقلاب ووصفته بـ «محاولة اغتيال» رئيس الجمهورية والحكومة.

### دوليًا
- الصين: ذكرت السفارة الصينية أنها ستتابع عن كثب التطورات في البلاد.
- فرنسا: أصدرت السفارة الفرنسية في العاصمة تحذيراً للمواطنين الفرنسيين في بوركينا فاسو بتجنب السفر غير الضروري والقيادة ليلاً. وقالت السفارة الفرنسية إنها ستصدر إعلانا آخر قريبا.[28]
- جنوب أفريقيا: أعربت وزيرة الخارجية ناليدي باندور عن صدمتها من الانقلاب وقالت إن المنطقة يجب ألا تصبح منطقة انقلابات.[29]
- تركيا: أعربت الحكومة التركية عن قلقها إزاء الوضع في بوركينا فاسو وحثت الطرفين على استعادة النظام. كما أعربت تركيا عن تضامنها مع شعب بوركينا فاسو.[30]
- الولايات المتحدة: أصدرت سفارة الولايات المتحدة إنذارًا أمنيًا بسبب المخاوف الأمنية المستمرة في جميع أنحاء العاصمة. وقالت السفارة إنه جرى نصح المواطنين الأمريكيين في البلاد بالاحتماء، وتجنب الحشود الكبيرة، وقصر الحركة على حالات الطوارئ، ومراقبة وسائل الإعلام المحلية لمعرفة آخر المستجدات.[31]
- المملكة المتحدة: حذرت وزارة الخارجية وشؤون الكومنولث من السفر إلى العاصمة، واغادوغو، باستثناء السفر الضروري. كما ذكرت أنها تراقب الوضع عن كثب ونصحت المواطنين البريطانيين الذين يشعرون بعدم الأمان بمغادرة البلاد.[32]

#### المنظمات الدولية
- الاتحاد الأفريقي: أدان رئيس مفوضية الاتحاد الأفريقي، موسى فكي بشدة الانقلاب، وطالب القوات العسكرية بالعودة إلى الثكنات. وطلب من الجيش ضمان سلامة الرئيس روش مارك كريستيان كابوري.[33]

- إيكواس: حثت المنظمة الجيش على احترام الحكومة باعتبارها السلطة الديمقراطية وشجعت الحوار بين الحكومة والجيش. كما حثت الجماعة الاقتصادية لدول غرب أفريقيا الجنود على العودة إلى الثكنات.[34]
- الاتحاد الأوروبي: أصدر الممثل السامي للاتحاد الأوروبي، جوزيب بوريل، بيانًا بشأن بوركينا فاسو جاء فيه: «نتابع بقلق بالغ تطور الوضع في بوركينا فاسو. آخر الأخبار مقلقة للغاية فيما يتعلق باحتجاز الرئيس كابوري واحتلال الإذاعة والتلفزيون الوطنيين بعناصر من الجيش. تحدثت أمس مع وزيرة خارجية بوركينا فاسو روزين كوليبالي ورئيس المجلس الأوروبي شارل ميشيل مع رئيس بوركينا فاسو، خلال المباحثات بدا الوضع تحت السيطرة. ولكن خلال اليوم، ازدادت الأخبار سوءًا، وهي سيئة، ونعلم الآن أن الرئيس كابوري تحت سيطرة الجيش. ندعو إلى احترام النظام الدستوري والإفراج عن الرئيس كابوري».[35]
- الأمم المتحدة: قال الأمين العام للأمم المتحدة أنطونيو غوتيريش في بيان إنه «يدين بشدة أي محاولة للاستيلاء على الحكومة بقوة السلاح»، ودعا قادة الانقلاب إلى إلقاء أسلحتهم.[36]